# David (ciudad)
David es la capital del distrito homónimo y de la provincia panameña de Chiriquí. Es la  quinta ciudad más poblada del país, según el censo del año 2023. Fue fundada en 1602 con el nombre de San José de David el cual se mantuvo durante la época colonial española. 
Es el principal centro urbano del distrito, donde se encuentran las principales instituciones públicas, además de los mayores centros comerciales. Su área metropolitana posee alrededor de 97 000 habitantes, de los que 47 000 son urbanos, lo que suma un total de aproximadamente de 144 000 habitantes en el distrito de David.

## Localización
Se encuentra sobre una planicie costera a unos 30 kilómetros del océano Pacífico, y se caracteriza por ser el centro de la actividad comercial, ganadera y agroindustrial de la provincia de Chiriquí. La ciudad se localiza entre los 8.438276° de latitud norte y los -82.424258° de longitud oeste, en la región occidental de la República de Panamá, específicamente el centro urbano de David, en la provincia de limita al norte con el corregimiento de Los Algarrobos, al sur con el de David Sur, al este con los de Las Lomas y David Este, al oeste con los de San Pablo Viejo y San Carlos.

## Toponimia
El nombre de David fue dado por los judeoconversos que llegaron en sus primeros viajes a América luego de la Inquisición y cristianización forzada iniciada en España, según informes recabados de documentos varios. Además, en aquel lugar pasaba el camino que comunicaba América Central con la Ciudad de Panamá, camino que era llamado «Paso de la Saca» o «Camino Real».  

## Historia

### Periodo colonial

La Cruz de Borgoña es la bandera de los reinos españoles.

Fue fundada en 1602 por el gobernador de Veraguas Juan López de Sequeira en el área actualmente conocida como Barrio Bolívar y en honor al rey judío David. Estos fundadores eran cristianos nuevos portugueses, por lo que se piensa que las autoridades coloniales no reconocían el poblado debido a diferencias religiosas con las Real Audiencia de Panamá. En aquel entonces existían tres poblaciones, una española y dos de indígenas a las que se les dio el nombre de San Antonio de Padua, David y Nuestra Señora del Rosario. 
La población fue durante sus primeros años el centro de la importancia política y económica, especialmente porque fue levantada con el objetivo de encontrar un lugar estratégico entre las poblaciones de Remedios y Alanje. Para 1609, había en este lugar unas 6,900 reses provenientes de Natá y La Villa de Los Santos, lo que nos indica la importancia que comienza a tener para las otras poblaciones del istmo. Incluso antes del poblado de David, se fundaron otras urbes tales como el pueblo de Nuestra Señora de Los Remedios en 1589, San Pedro de Montijo en 1590 y Santiago de Alanje en 1591. Entre 1630 y 1637 se fundó Santiago de Veraguas. 
Para 1726, David no era reconocido como pueblo aunque importantes personajes del ámbito judicial, del pueblo de Santiago de Alanje, mantenían sus residencias en ese lugar. 
Se le considera a Juan López de Sequeira como el actor intelectual del sitio de David y a Francisco de Gama como autor físico del lugar. Ambos eran portugueses judeoconversos y se sugiere que la falta de reconocimiento del sitio por parte de la Real Audiencia de Panamá podría estar relacionada con diferencias religiosas. Nombrar al poblado “David” era inusualmente significativo para la época, dado que 39 años antes, el Concilio de Trento había establecido la política de honrar santos y mártires como patrones de los poblados. El rey David, sin embargo, no es una figura venerada en el catolicismo como patrón, convirtiendo este caso en un hecho único en la historia de los nombres de ciudades.
Para 1736, recibe su reconocimiento como pueblo al denominarse La Ermita San José de David. Hasta 1831 se denominó como parroquia y en ese año se denominó villa, convirtiéndose en la nueva población del cantón de Chiriquí y a su vez provincia de Veragua.

### Periodo de Unión a Colombia

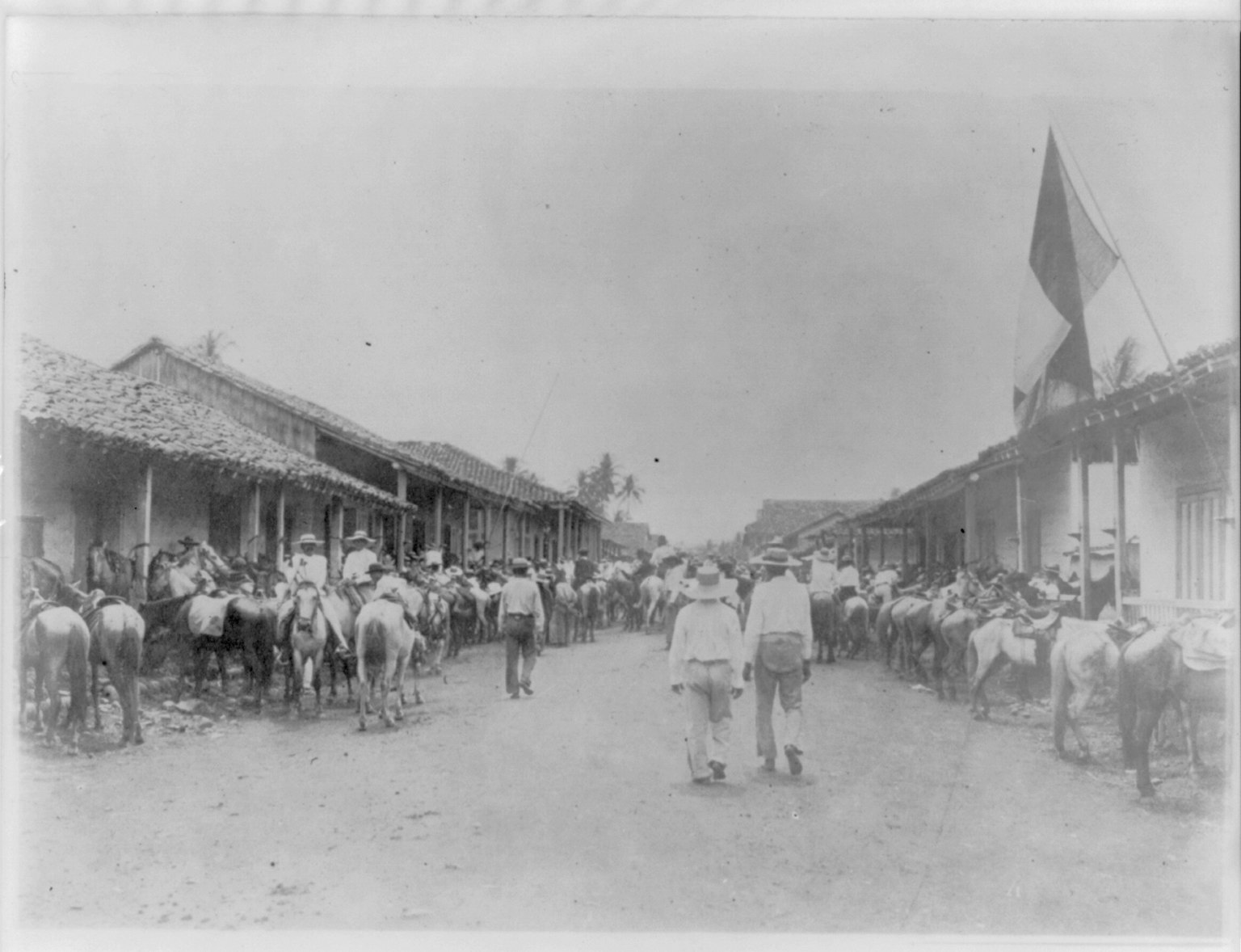
La Avenida Principal de la ciudad de David durante elecciones presidenciales.

Para el siglo XIX, David contaba con sólo seis calles, la Calle Real, la del Fresco, la del Cerro, la del Silencio y la calle del Peligro, que aún conserva la arquitectura de la época colonial. Con la creación de la provincia de Chiriquí por la Nueva Granada  el 26 de mayo de 1849, se convierte en su capital. En 1860, con la nueva ley territorial, es nombrado ciudad. 
Durante la unión a Colombia, sufrió dos conflictos armados: en 1868 hubo un alzamiento del coronel Nepomuceno Herrera, quien buscaba ser jefe de Estado, y el de 3 de abril de 1900 fue ocupada por fuerzas liberales durante la Guerra de los Mil Días.
Tras la separación de Panamá de Colombia, tuvo un crecimiento fugaz, siendo punto terminal del Ferrocarril de Chiriquí desde 1914, y que comunicó a otras poblaciones del occidente de Chiriquí. En 1920 se inauguró el servicio de luz eléctrica, a través de la Compañía Halphen y en 1931 se conectó con Ciudad de Panamá con la Carretera Nacional (luego convertida en Carretera Interamericana). 

## Geografía
David es el nombre del corregimiento cabecera, del distrito de David. Limita al norte con el corregimiento de Los Algarrobos en el distrito de  Dolega, al sur con los de David Sur y David Este; al este con el corregimiento de Las Lomas y David Este; y al oeste con los de San Carlos y San Pablo Viejo. 
La ciudad se asienta sobre una sabana costera, existiendo pocas variaciones en el terreno que la delimiten. El punto máximo del corregimiento de David es el Cerro Santa Cruz con aproximadamente 181 metros sobre el nivel del mar. 

### Clima

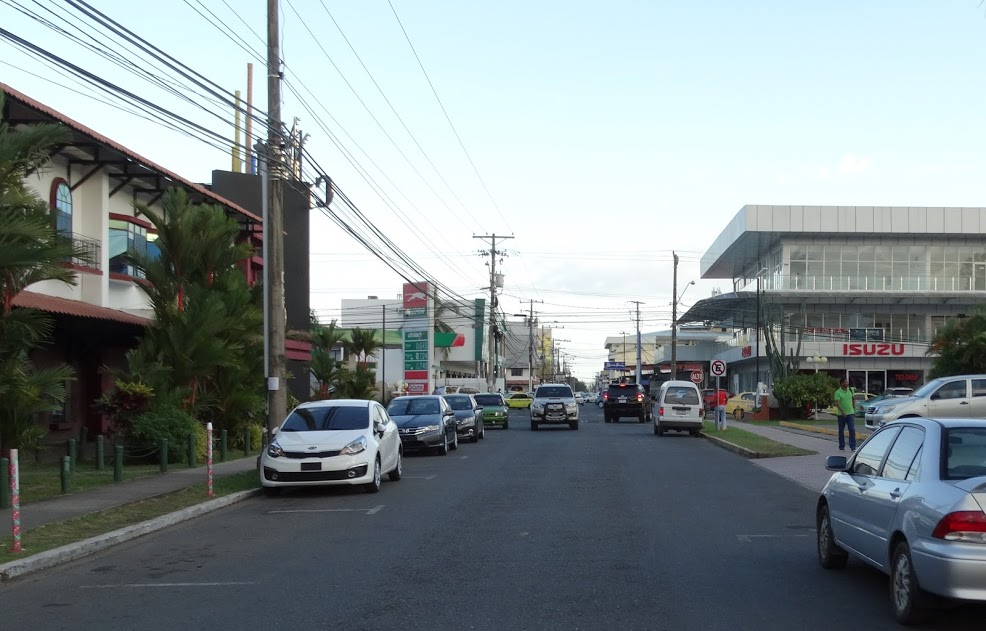
Barrio en David

Se encuentra asentada en una llanura costera, llamada la llanura cerca de la laguna de Chiriquí, donde predomina un clima típico tropical de sabana con veranos secos (diciembre a abril) e inviernos lluviosos (abril a noviembre) con una temperatura promedio anual de 32 °C durante el día y 23 °C durante la noche. 
| Parámetros climáticos promedio de David (normales 2015–2024, extremos 1967–2024) | Parámetros climáticos promedio de David (normales 2015–2024, extremos 1967–2024) | Parámetros climáticos promedio de David (normales 2015–2024, extremos 1967–2024) | Parámetros climáticos promedio de David (normales 2015–2024, extremos 1967–2024) | Parámetros climáticos promedio de David (normales 2015–2024, extremos 1967–2024) | Parámetros climáticos promedio de David (normales 2015–2024, extremos 1967–2024) | Parámetros climáticos promedio de David (normales 2015–2024, extremos 1967–2024) | Parámetros climáticos promedio de David (normales 2015–2024, extremos 1967–2024) | Parámetros climáticos promedio de David (normales 2015–2024, extremos 1967–2024) | Parámetros climáticos promedio de David (normales 2015–2024, extremos 1967–2024) | Parámetros climáticos promedio de David (normales 2015–2024, extremos 1967–2024) | Parámetros climáticos promedio de David (normales 2015–2024, extremos 1967–2024) | Parámetros climáticos promedio de David (normales 2015–2024, extremos 1967–2024) | Parámetros climáticos promedio de David (normales 2015–2024, extremos 1967–2024) |
| Mes                                                                              | Ene.                                                                             | Feb.                                                                             | Mar.                                                                             | Abr.                                                                             | May.                                                                             | Jun.                                                                             | Jul.                                                                             | Ago.                                                                             | Sep.                                                                             | Oct.                                                                             | Nov.                                                                             | Dic.                                                                             | Anual                                                                            |
| -------------------------------------------------------------------------------- | -------------------------------------------------------------------------------- | -------------------------------------------------------------------------------- | -------------------------------------------------------------------------------- | -------------------------------------------------------------------------------- | -------------------------------------------------------------------------------- | -------------------------------------------------------------------------------- | -------------------------------------------------------------------------------- | -------------------------------------------------------------------------------- | -------------------------------------------------------------------------------- | -------------------------------------------------------------------------------- | -------------------------------------------------------------------------------- | -------------------------------------------------------------------------------- | -------------------------------------------------------------------------------- |
| Temp. máx. abs. (°C)                                                             | 37.0                                                                             | 37.6                                                                             | 38.0                                                                             | 38.0                                                                             | 37.0                                                                             | 35.6                                                                             | 36.0                                                                             | 36.6                                                                             | 35.4                                                                             | 34.6                                                                             | 34.2                                                                             | 36.0                                                                             | 38.0                                                                             |
| Temp. máx. media (°C)                                                            | 33.2                                                                             | 34.5                                                                             | 35.0                                                                             | 33.9                                                                             | 32.1                                                                             | 31.3                                                                             | 31.4                                                                             | 31.4                                                                             | 31.4                                                                             | 30.6                                                                             | 30.4                                                                             | 31.9                                                                             | 32.3                                                                             |
| Temp. media (°C)                                                                 | 27.9                                                                             | 29.0                                                                             | 29.3                                                                             | 28.9                                                                             | 28.1                                                                             | 27.5                                                                             | 27.6                                                                             | 27.6                                                                             | 27.5                                                                             | 27.0                                                                             | 26.9                                                                             | 27.4                                                                             | 27.9                                                                             |
| Temp. mín. media (°C)                                                            | 22.7                                                                             | 23.4                                                                             | 23.6                                                                             | 23.9                                                                             | 24.1                                                                             | 23.7                                                                             | 23.7                                                                             | 23.7                                                                             | 23.5                                                                             | 23.4                                                                             | 23.3                                                                             | 22.8                                                                             | 23.5                                                                             |
| Temp. mín. abs. (°C)                                                             | 16.5                                                                             | 17.5                                                                             | 17.8                                                                             | 19.0                                                                             | 20.5                                                                             | 20.5                                                                             | 19.8                                                                             | 17.0                                                                             | 18.5                                                                             | 20.0                                                                             | 18.0                                                                             | 17.0                                                                             | 16.5                                                                             |
| Lluvias (mm)                                                                     | 32.5                                                                             | 17.8                                                                             | 36.2                                                                             | 94.6                                                                             | 321.6                                                                            | 310.6                                                                            | 291.8                                                                            | 350.3                                                                            | 386.3                                                                            | 409.2                                                                            | 274.9                                                                            | 77.5                                                                             | 2603.3                                                                           |
| Horas de sol                                                                     | 275.5                                                                            | 262.0                                                                            | 270.5                                                                            | 216.2                                                                            | 160.4                                                                            | 128.3                                                                            | 141.1                                                                            | 148.6                                                                            | 135.4                                                                            | 139.5                                                                            | 154.5                                                                            | 218.7                                                                            | 2250.7                                                                           |
| Fuente: IMHPA                                                                    |                                                                                  |                                                                                  |                                                                                  |                                                                                  |                                                                                  |                                                                                  |                                                                                  |                                                                                  |                                                                                  |                                                                                  |                                                                                  |                                                                                  |                                                                                  |

## Economía

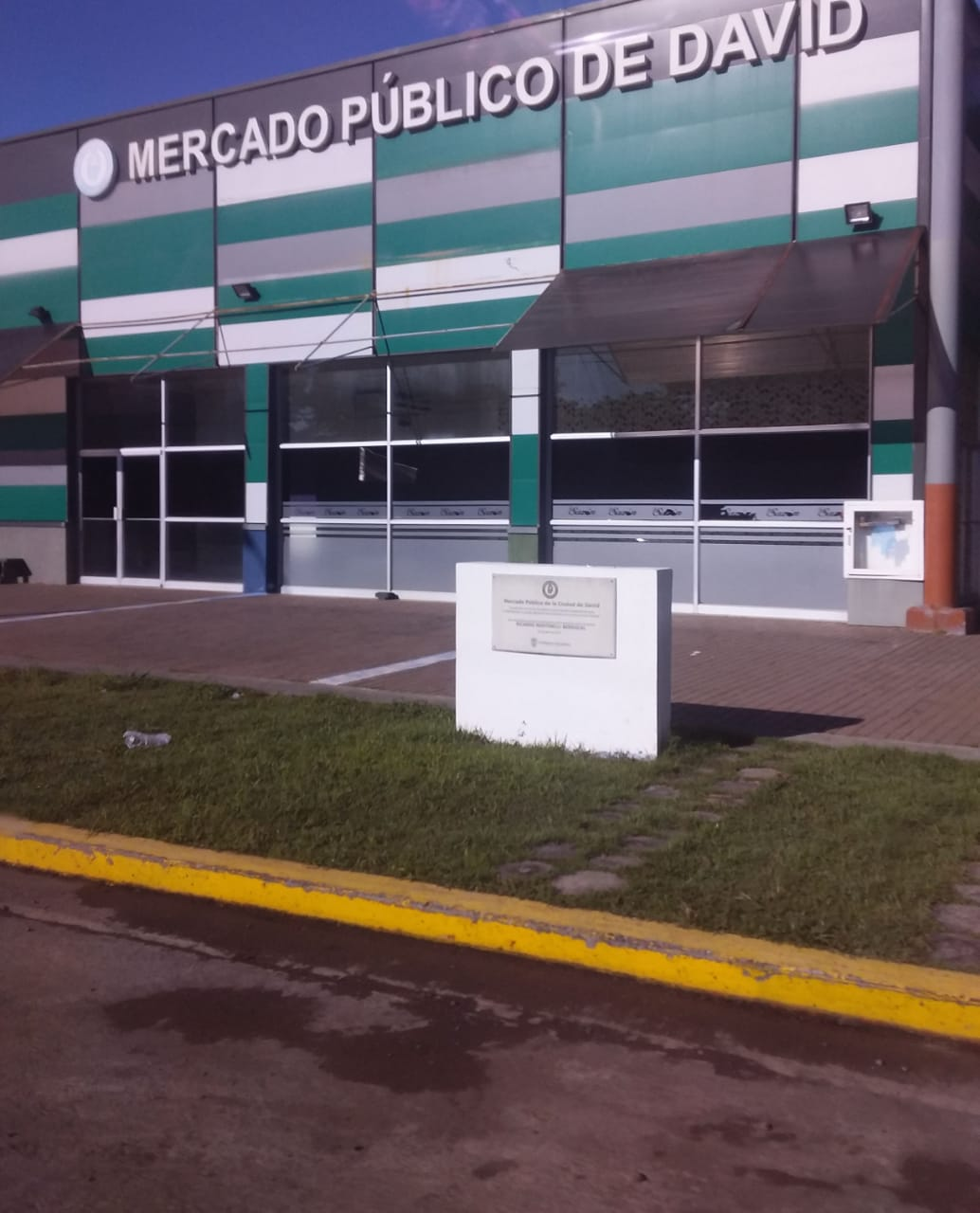
Mercado Público de David

En los últimos años, David se ha convertido en uno de los destinos más visitados de Panamá y esto ha repercutido en un gran crecimiento de la economía davideña. La apertura de empresas, hoteles, centros comerciales, genera muchas plazas de empleo. Además, cuenta con su propio distrito financiero con instituciones como Banco General, Banco Nacional de Panamá, Capital Bank, Global Bank, Multibank, Caja de Ahorros, entre muchos otros. 

### Comercio
Es el principal centro de comercio de la provincia, y donde se centran las principales actividades comerciales, especialmente el comercio, la  agricultura y la ganadería, y la población más industrializada del país, existiendo un importante tejido industrial, sobre todo de industria pesada y del sector de las comunicaciones. Cuenta con hospitales, centros educativos y universidades, centros comerciales, hoteles, etc. y es un centro turístico importante gracias a su vida nocturna, tiendas, gastronomía, zonas de ocio. 
Últimamente, se está convirtiendo de manera lenta, pero segura, en una ciudad de inversión, gracias al leve auge inmobiliario que está reinando en la ciudad. 

### Turismo
Una renovación urbana importante que incluyó la renovación del parque Miguel de Cervantes Saavedra, o parque de Cervantes, ampliación de avenidas, reconstrucción del casco antiguo y nuevas luminarias. El sector inmobiliario ha repuntado con inversiones de más de 50 millones de dólares anuales. 
David es la ciudad más grande y desarrollada del oeste panameño y brinda a sus habitantes y visitantes casi los mismos servicios que se pueden encontrar en la capital del país, tales como restaurantes, supermercados, farmacias, rentas de autos, hoteles, servicio de aeropuerto internacional, banca nacional e internacional, hospitales, clínicas, servicios telefónicos, centros comerciales, etc. 

## Comunicaciones y transporte

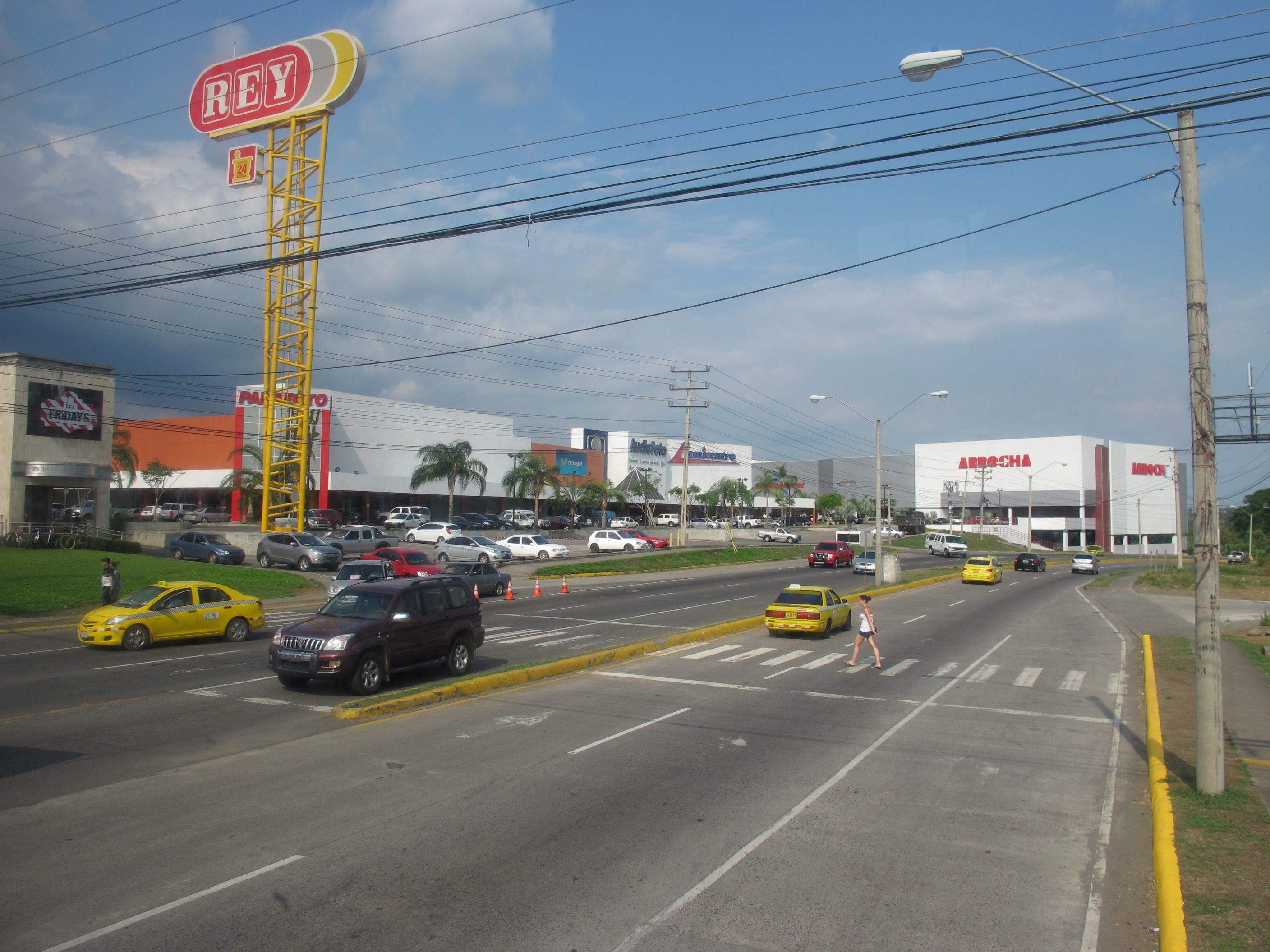
Carretera Panamericana cruzando por la ciudad de David.

Cuenta importantes infraestructuras de transporte, con grandes vías de acceso como la Carretera Interamericana, que la conecta con el resto del país, la importante vía cruza por las calles de la ciudad, el transporte logístico ha sabido aprovechar la cercanía con la frontera de Costa Rica y de Puerto Armuelles. 

### Terminal de Transporte
Es la segunda terminal de transporte terrestre más grande del país, después de la terminal de Albrook (Ciudad de Panamá). Se encuentra en la zona comercial de David, y le permite a sus usuarios dirigirse a la Ciudad de Panamá y demás provincias; ofreciendo también rutas internas dentro de la provincia de Chiriquí, de la que David es su distrito capital, tales como: Bugaba, Puerto Armuelles, Tolé, Boquete, Volcán, Cerro Punta, Río Sereno, San Félix, San Juan, San Andrés, Potrerillos, Gualáca, Paso Canoas Caldera, Alánje y otros. 

### Aeropuerto Internacional Enrique Malek
Desde el aeropuerto internacional Enrique Malek se operan vuelos a San José, Costa Rica, Ciudad de Panamá, Bocas del Toro y a más de 15 poblaciones de todo Panamá. Solo operan en él las aerolíneas Air Panama, Copa Airlines y Wingo; antes lo hacía también la desaparecida Aeroperlas. Es el segundo aeropuerto más moderno de Panamá. 

## Educación
La ciudad de David cuenta con una oferta educativa pública y privada. 
| Barrio     | Institución                                                        |
| ---------- | ------------------------------------------------------------------ |
| Centro     | Universidad Autónoma de Chiriquí Universidad Tecnológica de Panamá |
| David Este | Ciudad Universitaria                                               |

## Cultura y Patrimonio

### Lugares de Interés
- Catedral de San José

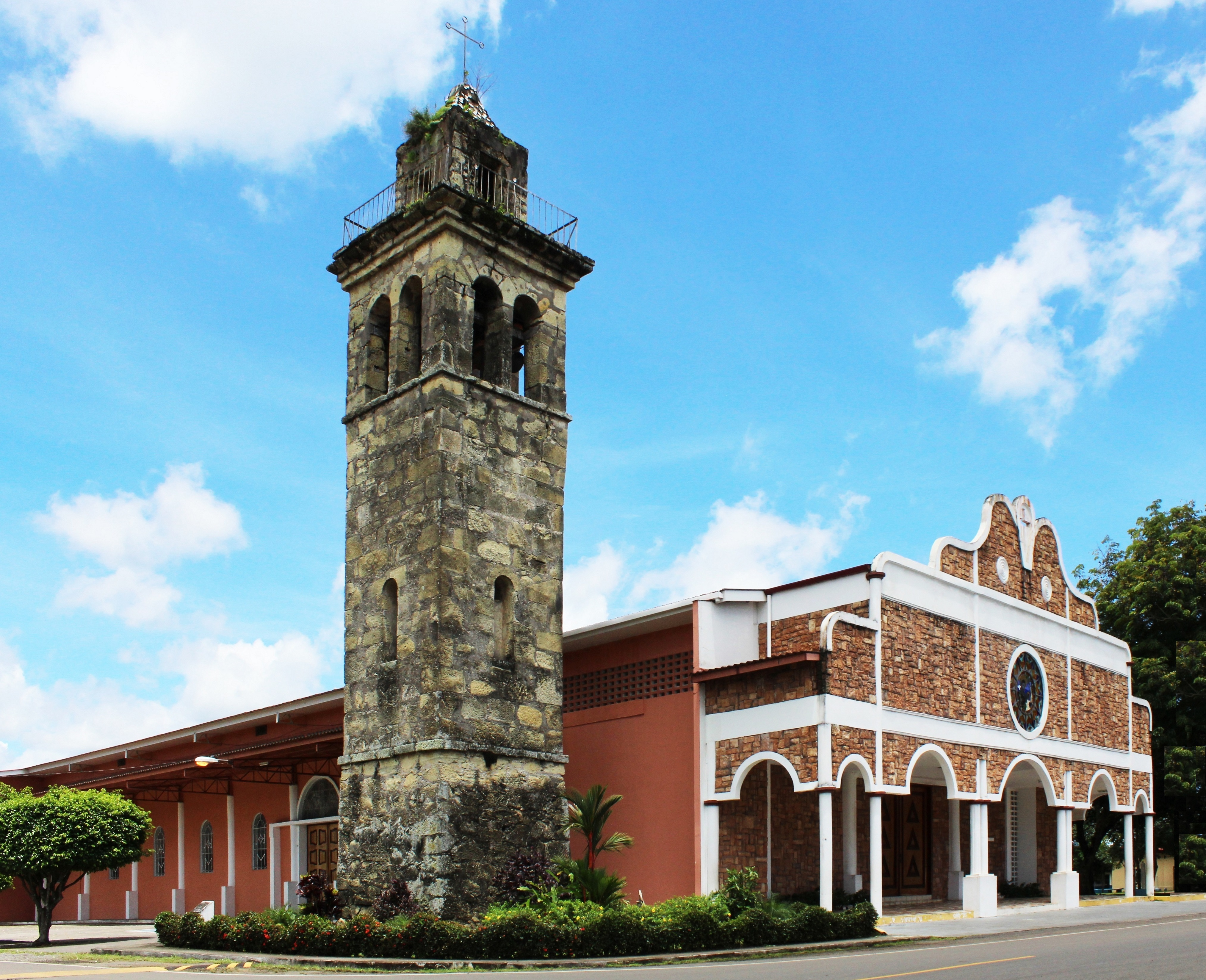
La Catedral de San José, a lado de esta se encuentra la Torre Exenta que fue construida por el arquitecto italiano José Belli.

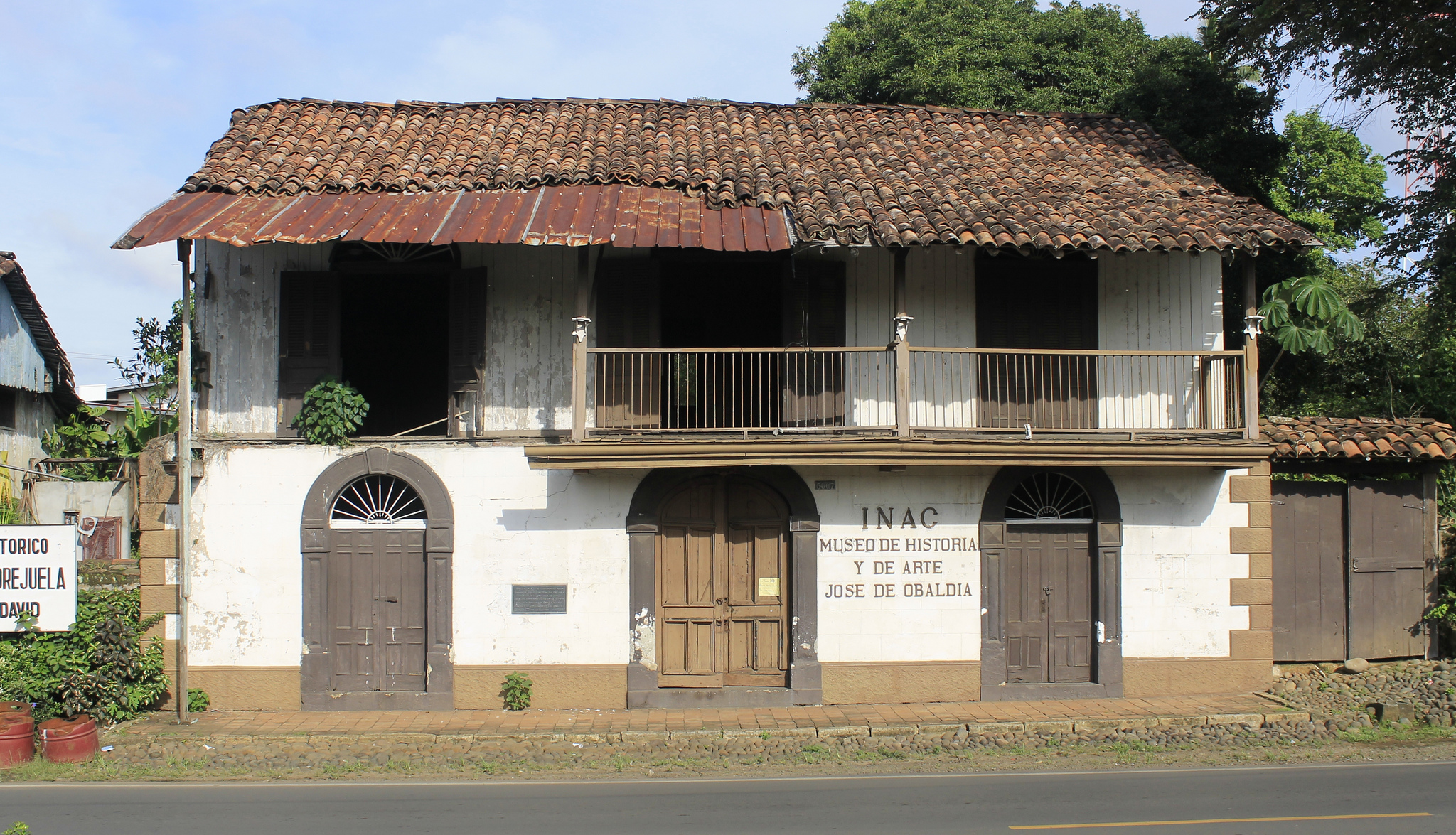
Residencia de Obaldía.

La catedral de San José pasó a ser parroquia y años después, catedral. La construcción del templo fue realizada en diferentes etapas. La torre del templo de San José es la construcción de mayor altura y la más antigua, es llamada la Torre Exenta que fue construida por el arquitecto italiano José Belli. 
- Catedral de la Sagrada Familia

La catedral de la Sagrada Familia es un edificio de culto católico de reciente construcción, este edificio está ubicado en la plaza principal de la ciudad. 
- Residencia de Obaldía

La residencia de Obaldía es un monumento nacional, actualmente en un centro cultural de la ciudad. 

## Deporte
La ciudad cuenta con una oferta deportiva variada, como fútbol o soccer, béisbol, básquetbol, taekwondo, senderismo, atletismo, judo, jiu jitsu brasileño y natación; así como áreas verdes para la convivencia familiar en cada uno de los barrios y colonias. 

## Personas destacadas
- José Luis Lacunza Maestrojuán - Cardenal de Panamá
- Jose Raúl Mulino presidente de Panamá

## Relaciones Internacionales

### Consulados
La ciudad cuenta con un consulado como parte de las relaciones internacionales, debido a su cercanía con la frontera de Costa Rica.[cita requerida]
- Costa Rica (Consulado General)

### Hermanamientos
- Montería (Colombia)[9]